# Octobre 1791
 (août 2025).
Si vous disposez d'ouvrages ou d'articles de référence ou si vous connaissez des sites web de qualité traitant du thème abordé ici, merci de compléter l'article en donnant les références utiles à sa vérifiabilité et en les liant à la section « Notes et références ».

## Événements
- France : Lessart, ministre des affaires étrangères.

- 1er octobre, France : ouverture de l'Assemblée législative et première réunion[1] (fin le 20 septembre 1792). Elle est composée de députés assez jeunes (les membres de la Constituante ne sont pas autorisés à se représenter), riches (régime électoral du marc d’argent). La droite est formée par le groupe des Feuillants (250 députés), qui suivent les triumvirs (Barnave, Duport, Lameth) et La Fayette. À gauche, les Jacobins (150 députés) sont dirigés par Brissot, Condorcet, Vergniaud, Guadet, Gensonné. Les discussions au Club des Jacobins influencent les débats à l’Assemblée (influence de Robespierre qui n’est pas député). Au centre, une majorité (350 députés) très attachée à la Constitution et à la Révolution, se présente comme indépendante, puisque non affiliée à un club.

- 9 octobre : Fermín Francisco de Lasuén fonde la Mission Nuestra Señora de la Soledad (en) qui devient la treizième mission espagnole de la Haute-Californie.

- 9 et 11 octobre : émeutes dirigées contre les prêtres réfractaires à Paris.

- 12 octobre : Johann Georg Jacobi est élu recteur de l'université Albertina de Fribourg-en-Brisgau, devenant le premier recteur protestant de l’université[2].

- 14 octobre, France : décrets rendant obligatoire l'appartenance à la Garde nationale pour tous les citoyens électeurs de 18 à 60 ans.

- 16 et 17 octobre : massacres de la Glacière à Avignon.

- 31 octobre : le comte de Provence est menacé de la perte de ses droits à la succession s’il ne regagne pas la France[1].

## Naissances
- 2 octobre : Alexis Thérèse Petit (mort en 1820), physicien français.
- 21 octobre : Louis Graves (mort en 1857), botaniste et archéologue français.
- 23 octobre : Franz Xaver Petter, peintre autrichien († 11 mai 1866).
- 31 octobre : Jacques Coghen, négociant, financier et homme politique belge († 16 mai 1858).

## Décès
- 5 octobre : Potemkine militaire et homme de gouvernement russe (° 11 octobre 1739).
- 11 octobre : Giovanni Francesco Salvemini da Castiglione (né en 1704), mathématicien et homme de lettres italien.
- 18 octobre : João de Loureiro (né en 1717), prêtre et jésuite portugais, missionnaire en Cochinchine (Vietnam), paléontologue, médecin et botaniste.